# Acianthera cerberus
Acianthera cerberus är en orkidéart som först beskrevs av Carlyle August Luer och Roberto Vásquez, och fick sitt nu gällande namn av Alec M. Pridgeon och Mark W. Chase. Acianthera cerberus ingår i släktet Acianthera och familjen orkidéer. Inga underarter finns listade i Catalogue of Life.